# Alinguata
Alinguata là một chi bướm đêm thuộc họ Alucitidae.

## Các loài
- Alinguata neblina Fleming, 1948